# Annina kumari
Annina kumari là một loài chân đều trong họ Cirolanidae. Loài này được Bowman miêu tả khoa học năm 1971.